# Ouachita Mountains
Ouachita Mountains (Hory Ouachita) je pohoří ve střední části Spojených států amerických, ve státech Arkansas a Oklahoma. Pohoří je společně se severně ležící plošinou Ozark Plateau součástí amerických Vnitřních vysočin (Interior Highlands). Ouachita Mountains je vrásnozlomový systém horských hřebenů a předhorských údolí.
Společně s Ozark Plateau je oblast výjimečná, protože se zde zachovaly původní přírodní znaky. Daleké okolí tvoří "pouze" kulturní krajina, zemědělsky využívané nížiny.

## Geografie a geologie
Rozkládá se od západu k východu, má délku 360 km a maximální šířku 150 km. Geologickou stavbu tvoří především paleozoické sedimenty, zejména vápence a břidlice. Nejvyšší vrchol Mount Magazine má nadmořskou výšku 839 m. Oblast se skládá ze severního 45 až 60 km širokého Arkansaského údolí (Arkansas Valley), které severně odděluje Plošinu Ozark. A ze samotných Ouachita hor ležících jižně.

Mapa oblasti